# (34906) 3116 P-L
3116 P-L (asteroide 34906) é um asteroide da cintura principal. Possui uma excentricidade de 0.12908880 e uma inclinação de 11.67583º.
Este asteroide foi descoberto no dia 24 de setembro de 1960 por Cornelis Johannes van Houten e Ingrid van Houten-Groeneveld e Tom Gehrels em Palomar.